# Rhinophis fergusonianus
Espèce
Statut de conservation UICN

 DD  : Données insuffisantes
Rhinophis fergusonianus est une espèce de serpents de la famille des Uropeltidae. 

## Répartition
Cette espèce est endémique du sud de l'Inde.

## Étymologie
Cette espèce est nommée en l'honneur de Harold S. Ferguson.

## Publication originale
- Boulenger, 1896 : Description of a new earth snake from Travancore (Rhinophis fergusonianus). Journal of the Bombay Natural History Society, vol. 10, p. 236 (texte intégral).